# Nicholas Logsdail
Christopher Nicholas Roald Logsdail OBE, né en juin 1945,, est un marchand d'art britannique, propriétaire de la Lisson Gallery, une galerie d'art contemporain sur Bell Street, Lisson Grove, Londres, qu'il a fondée en 1967. Il est rejoint peu après par Fiona McLean.

## Biographie
Logsdail fait ses études à la Bryanston School et à la Slade School of Fine Art.

## Récompenses et distinctions
Logsdail est nommé officier de l'ordre de l'Empire britannique (OBE), dans les honneurs du Nouvel An 2017, pour ses services aux arts.